# Вайсенбергер, Теодор
Теодор Вайсенбергер (нем. Theodor Weissenberger; 21 декабря 1914, Мюльхайм-на-Майне — 10 июня 1950, Нюрбургринг) — немецкий лётчик-ас люфтваффе Второй мировой войны.
Теодор Вайсенбергер — один из самых результативных пилотов Люфтваффе, на его счету 208 воздушных побед, одержанных в более, чем 500 боевых вылетах. Был в числе первых немецких пилотов, летавших и одерживавших победы на реактивном истребителе Messerschmitt Me.262.

## Биография
До начала второй мировой войны увлекался планеризмом. С 1936 года служил в люфтваффе. В начале войны был инструктором. В середине 1941 года добился перевода на фронт. Был направлен в Норвегию в 77-ю истребительную эскадру «Херц Ас».
Первую воздушную победу одержал в октябре 1941 года.
В сентябре 1942 года был отправлен в II./5-й истребительной эскадры «Айсмеер» («Ледяное море»), базирующейся на севере Финляндии. Участник боевых действий в Северной Норвегии и Финляндии.
К июлю 1943 года на его счету было 104 победы в воздушных боях. В апреле 1944 года в более, чем 350 вылетах в зону боев в передней Арктике одержал уже 175 побед.
С 26 марта 1944 по 3 июня 1944 в чине гауптмана — командир группы II./JG5 (Gruppenkommandeure II./JG5).
Затем в середине 1944 года был переброшен на Западный фронт и с июня по июль 1944 года, осуществил 26 боевых вылетов и одержал двадцать пять побед в ходе боев с союзниками в Нормандии.
С 4 июня 1944 по 14 октября 1944 года командовал группой I./JG5 (Gruppenkommandeure I./JG5).
С 25 ноября 1944 по 14 января 1945 в чине майора командовал группой I./JG7. С 1 января 1945 года назначен командиром 7-й истребительной эскадры «Новотны» Jagdgeschwader 7. Командовал ею до конца войны (8 мая 1945).
За все время боев совершил более 500 боевых вылетов и одержал 208 воздушных побед. 33 из них на Западном фронте. Пилотируя Мессершмитт 262, лично сбил 7 самолётов ВВС США (тяжелых бомбардировщиков B-17 и истребителей P-51).
Имея неуживчивый характер, часто вступал в споры с командованием, в результате чего, неоднократно вычеркивался из списка награждаемых.
После окончания войны стал автогонщиком. Погиб в автокатастрофе на трассе в Нюрбургринге.

## Награды
- Рыцарский крест Железного креста с Дубовыми листьями (10.11.1944)
  - Рыцарский крест (13.11.1942)
  - Дубовые листья (№ 266) (02.08.1943)
- Немецкий крест в золоте (08.09.1942)
- Железный крест (1939)
  - Железный крест 1-го класса (17.02.1942)
  - Железный крест 2-го класса (06.11.1941)
- Авиационная планка Люфтваффе I степени (золотая, за 110 боевых вылетов)
- Почётный Кубок Люфтваффе (28.05.1942)
- Упомянут в Вермахтберихт (дважды)